# 웟 흐문 쉐 이
웟 흐문 쉐 이(버마어: ဝတ်မှုန်ရွှေရည်; 1988년 8월 10일 ~ )는 미얀마의 배우이다.
그녀는 미얀마 영화계에서 가장 높은 연봉을 받는 여배우이자 가장 상업적으로 성공한 여배우 중 한 명으로 간주된다.